# Floorball Fribourg
Floorball Fribourg ist ein Schweizer Unihockeyverein aus der Stadt Freiburg, welcher seit der Saison 2017/18 in der Nationalliga B spielt.

## Geschichte
Am 25. Januar 2008, an einer ausserordentlichen Generalversammlung, wurde beschlossen, die drei Vereine UHC Saane Freiburg, UHT Düdingen und Unihockey Sense Tafers auf Ebene Vorstand zusammenzuschliessen. Dafür wurde der Verein Floorball Fribourg gegründet. Damit sollen die einzelnen Vorstände entlastet werden und bessere Bedingungen für die Vereine geschaffen werden.
Bis zur Saison 2016/17 spielte der Verein in der 1. Liga Grossfeld, der dritthöchsten Schweizer Unihockeyliga. Aufgrund einer starken Saisonleistung konnte sich Floorball Fribourg für die Aufstiegsspiele der Nationalliga B qualifizieren. Hierbei traf die Mannschaft von Trainer Richard Kaeser auf Unihockey Mittelland. Mit einem 5:4-Sieg über Mittelland konnte Floorball Fribourg am 8. April 2017 den Aufstieg in die Nationalliga B feiern.

## Stadion
Die Mannschaften von Floorball Fribourg tragen nach Möglichkeit ihre Heimspiele in der Sporthalle des Kollegium Heilig Kreuz aus. Die Halle bietet mit ausgefahrenen Tribünen Platz für 4'000 Zuschauer.